# Шаринган
У аниме и манга серији Наруто Шаринган је главни израз који се употребљава за једну природну способност коју може да употреби нинџа који припада Учиха клану, али не и просечан човек.
Шаринган је способност која се манифестује кроз очи али је такође и штетна јер после дугорочног коришћења корисник Шарингана постаје слеп. Корисник може да прати објекте који се брзо померају, онда да копира технике, и на крају да предвиди покрете других. У другом делу серије корисници Шарингана почињу да га користе да створе илузије да би манипулисали и збуњивали друге.
Мангекјо Шаринган је најразвијенија форма Шарингана која поседује огромну моћ. Саскеов брат тврди да онај ко жели да поседује Мангекјо Шаринган мора да убије свог најбољег друга. Итачи је морао да убије свог најбољег друга, Шиcyија Учиху, а Саске свог брата. Саске је пробудио сопствени Мангекјо Шаринган, добијајући већину Итачијевих техника али због претераног коришћења Шарингана на крају серије ће остати тотално без вида. Сви они који имају Мангекјо  Шаринган такође имају и могућност да користе једну веома опасну технику која се зове Суcaно али само Итачи и Саске су успели да је у потпуности контролишу.